# حبيبة مسيكة (فلم)
حبيبة مسيكة أو رقصة النار (بالفرنسية: La Danse du Feu) فيلم تونسي من إخراج سلمى بكار عام 1995.

## قصة الفيلم
يعرض الفيلم السنوات الثلاثة الأخيرة من حياة الفنانة التونسية حبيبة مسيكة.

## الممثلون
- سعاد حميدو
- فيودور أتكين
- نجيب بالقاضي
- رؤوف بن عمر
- جميل الجودي
- بولات ديبوست
- محمد ضياء
- لوريس أزارو
- نور الدين بن عزيزة
- حمادي الدخيل
- ناجي ناجح
- عبد اللطيف خير الدين
- فتحي المسلماني
- خالد بن عزيزة

## روابط خارجية
- مقالات تستعمل روابط فنية بلا صلة مع ويكي بيانات